# آي تربل إي 802.11 أي سي

IEEE 802.11ac هو الجيل الخامس لمعيار الشبكات اللاسلكية آي إي إي إي 802.11، يوفر الإنتاجية العالية للشبكات اللاسلكية المحلية على النطاق 5 جيجاهيرتز.[1] تم وضع اللمسات الأخيرة على المعيار في أواخر عام 2012، مع (IEEE 802.11) النهائي العمل الموافقة المجموعة في عام 2013 في وقت متأخر. وفقا لدراسة، من المتوقع أن الأجهزة مع المواصفات (IEEE 802.11 ac) أن تكون مشتركة بحلول عام 2015 مع انتشار يقدر ب 1.000.000.000 في جميع أنحاء العالم.
نظريا، فإن هذه المواصفات تمكن المحطات المتعددة شبكة لاسلكية سرعة نقل لا تقل عن 1 جيجابت في الثانية وبحد أقصى سرعة نقل من رابط واحد 500 ميغا بت في الثانية (500 ميغابت / ثانية) على الأقل. ويتم إنجاز هذا من خلال توسيع مفاهيم واجهة الهواء معيار( آي تربل إي 802.11 n) والذي اعتمده:( RF) أوسع عرض النطاق الترددي (تصل إلى 160 ميغاهيرتز)، وأكثر تيارات المكانية (MIMO) (إلى 8)، (MIMO) متعدد المستخدمين، وعالي الكثافة التشكيل (حتى 256 QAM) .

## وصلات خارجية
- مقدمة موجزة عن تكنولوجيا التعديل 802.11ac لمعيار 802،11-2٬007[وصلة مكسورة]
- قائمة الأجهزة 802.11ac